# Як сказав Джим
Як сказав Джим (англ. According to Jim) — американський комедійний телевізійний серіал. Уперше був показаний 3 жовтня 2001 року на каналі ABC. В Україні транслювався Новим каналом.

## Сюжет
Колись Джим був диким і нестримним. Він гуляв із друзями й лякав своїми витівками поліцейських. Але, зустрівши в барі струнку блакитнооку Шеріл, рішуче поклав свою холостяцьку волю на вівтар взаємної любові й сімейного щастя.
Через десять років після весілля Джим зробився розсудливим, трохи заледащів, втратив частину волосся на голові, набрав кілька зайвих кілограмів, але вогонь все так же горить у його серці й очах, а почуття гумору й кохана дружина йому ніколи не зраджують. Якщо потрібно пограти з дітьми, Джим готовий, тільки б не сильно віддалятися від улюбленого крісла, телевізора й холодильника.
Джим і Шеріл — подружжя, яке живе в заміському будинку в Чикаго разом зі своїми дітьми: дочками Рубі і Грейсі, і сином Кайлом. У сьомому сезоні у них народжуються ще двоє — близнюки Джонатан і Гордон. Джим — глава невеликої будівельної фірми. Шеріл — домогосподарка.
Джим — батько, чоловік і головний генератор гумору в будинку. Він люблячий батько сімейства, але у нього є свої недоліки: він ледачий, скупий, жартівливий, любить смачно поїсти і не любить, коли його перебивають. В основному, сюжет розповідає про життєві проблеми сім'ї і розгортається в будинку Джима і Шеріл або в його околицях. Важливу роль у пригодах сімейства грають Дана (сестра Шеріл) і Енді (брат Шеріл і Дани, друг і колега Джима). У його будинку завжди щось відбувається, навіть у звичайний день. А вже якщо це якесь свято — Різдво, Хеловін, чийсь день народження або річниця весілля — тоді вже веселощам немає межі.
Крім пива й солодкого, Джим обожнює американський футбол. Дочки навчились багатьом негарним словам, спостерігаючи за тим, як тато уболіває за улюбленою командою «Ведмедів» — Чикаго Берс, а одного разу він навіть побився на стадіоні. Життя Джима настільки яскраве й непередбачене, що треба ще постаратися залишитися такою веселою й невимушеною людиною.
А ще одне захоплення — музика. Джим входить до складу аматорської музичної групи. Він співає й грає на губній гармошці. Репетиції проходять у гаражі, а рідкі виступи — у місцевому пивбарі. Залишитися байдужим до нього і членів його родини практично неможливо.

## Сезони
| Сезон | Прем'єра        | Фінал          | По ТБ     |
| ----- | --------------- | -------------- | --------- |
| 1     | 3 жовтня 2001   | 15 травня 2002 | 2001—2002 |
| 2     | 1 жовтня 2002   | 20 травня 2003 | 2002—2003 |
| 3     | 23 вересня 2003 | 25 травня 2004 | 2003—2004 |
| 4     | 21 вересня 2004 | 17 травня 2005 | 2004—2005 |
| 5     | 20 вересня 2005 | 2 травня 2006  | 2005–2006 |
| 6     | 3 січня 2007    | 16 травня 2007 | 2006–2007 |
| 7     | 1 січня 2008    | 27 травня 2008 | 2007–2008 |
| 8     | 2 грудня 2008   | 2 червня 2009  | 2008–2009 |

## В ролях
- Джеймс Белуші — Джим
- Кортні Торн-Сміт — Шеріл
- Кімберлі Вільямс — Дана
- Ларрі Джой Кемпбел — Енді
- Тейлор Ательян — Рубі
- Біллі Бруно — Грейс
- Коннер Рейборн — Кайл (4–8 сезон)
- Олег Штефанко — Саша

У серіалі в різних ролях часто з'являється син Джеймса Белуші — Роберт. Часто він грає у сценах, коли Джим уявляє собі майбутнє свого сина Кайла, що подорослішав.